# سیبری (فیلم ۲۰۱۸)
سیبری (به انگلیسی: Siberia) یک فیلم آمریکایی رمانتیک جنایی سال ۲۰۱۸ به کارگردان متیو راس و نوشته شده توسط اسکات ب اسمیت است. از بازیگران این فیلم می‌توان به کیانو ریوز، آنا الراو، پاشا لیچنیکوف و مولی رینگوالد اشاره کرد.
پس از اینکه فیلم در ماه فوریه سال ۲۰۱۷ در جشنواره فیلم برلین رونمایی گردید مراحل شروع تولید آن در ماه آوریل آغاز شد.
این فیلم در ۶ اوت ۲۰۱۸ منتشر شد.

## داستان
داستان فیلم در مورد یک تاجر آمریکایی الماس (کیانو ریوز) است که برای فروش یک الماس آبی کمیاب به روسیه سفر می‌کند.

## بازیگران
- کیانو ریوز به عنوان لوکاس هیل
- آنا اولارو به عنوان کاتیا
- پاشا لیچنیکوف به عنوان بوریس ولکوف
- مولی رینگوالد به عنوان گبی هیل